# پورکس آف واترز (ویرجینیا)
پورکس آف واترز (به انگلیسی: Forks of Waters) یک منطقهٔ مسکونی در ایالات متحده آمریکا است که در شهرستان هایلند، ویرجینیا قرار دارد. پورکس آف واترز ۷۰۵٫۰۱ متر بالاتر از سطح دریا قرار دارد.